# 슈팅스타 캐치! 티니핑
《슈팅스타 캐치! 티니핑》(영어: Shooting Star Catch! Teenieping)은 SAMG 엔터테인먼트의 TV 애니메이션인 《캐치! 티니핑 시리즈》 중 5기이다. 2024년 10월 10일에 《캐치! 티니핑》의 공식 유튜브 채널에서 라이브스트리밍으로 공개되는 '티니핑쇼'에서 먼저 공개되었다.

## 공개 과정
이 시즌이 방송되기 이전, 《캐치! 티니핑》의 첫 번째 극장용 애니메이션 영화인《사랑의 하츄핑》의 감독을 맡은 김수훈은 2024년 8월에 《캐치! 티니핑》의 다섯 번째 시즌이 동년 10월에 공개될 예정이라고 예고하였다. 예고편은 2024년 9월 20일에 나왔다.

## 줄거리
하모니 마을에 나타난 스타티니핑!
로미와 새로운 로열티니핑들이 스타티니핑 캐치에 나선다!
— SAMG엔터테인먼트, SAMG엔터테인먼트 《슈팅스타 캐치! 티니핑》 홈페이지

로미는 하츄핑과 함께 '마법 우주'라는 특수한 우주 세계에 있는 마을 '우주별 마을'로 여행을 간다. 그러나 우주별 마을에는 블랙홀로 인하여 티니핑들이 지구로 강제로 이동되는 일이 발생하여 우주별 마을에 거주하는 로열 티니핑만 마을에 남게 된다.
6화에서 로열 티니핑 중 2명인 '빤짝핑'과 '초롱핑'은 자신이 지내는 임시적인 거주지를 돌아다니며 서로 다투었다. 그 때 그 곳에 있는 커튼에 들어간 로열 티니핑들은 우주에서 길을 잃는다. 그 때, 이들은 레전드 티니핑 '오로라핑'이 지니고 있던 화살을 발견하고 그녀가 도움을 청하는 목소리가 로열 티니핑에게 전해진다. 로열 티니핑들은 로미와 스스로 빛을 내는 능력을 지닌 '나눔핑'의 도움으로 무사히 우주에서 빠져나오게 된다.
로미는 7화에서 하모니 마을을 떠돌며 종이배를 어딘가에 남김으로써 그것을 건드린 사람의 부정적인 기억을 잃게 만드는 '나그네핑'이라 불리는 신원 불명의 티니핑을 만났고, 그 뒤 그녀는 나그네핑을 자신의 빵집인 '하트로즈'에 있는 우주별 마을에 거주하던 티니핑들을 위한 임시 장소에 살도록 하였다. 나그네핑은 본래 주역 티니핑인 로열 티니핑 '왕자핑'이었지만, 레전드 티니핑인 '오로라핑'과 헤어질 때 생긴 블랙홀로 인해 오로라핑을 잃은 뒤 로열 티니핑이었을 때 지니던 왕관을 잃어 '나그네핑'으로서의 모습을 지니게 되었다.

## 등장인물

### 메인 등장인물
- 로미
- 스타 하츄핑
- 빛나핑
- 초롱핑
- 빤짝핑
- 왕자핑

### 일반 티니핑
- 훌라핑
- 나그네핑
- 뿌쵸핑
- 여우핑
- 댄스핑
- 유리핑
- 딩동핑
- 뽀송핑
- 뽀뽀핑
- 루루핑
- 몰래핑
- 아롱핑
- 다롱핑
- 고마핑
- 고고핑
- 나눔핑
- 깡총핑
- 함께핑

### 레전드 티니핑
- 오로라핑